# Dekanat VIII – Najświętszej Maryi Panny Nieustającej Pomocy w Jaworznie
Dekanat Najświętszej Maryi Panny Nieustającej Pomocy – dekanat w mieście Jaworzno, jest dekanatem diecezji sosnowieckiej.
W skład dekanatu wchodzą następujące parafie:
- Parafia NMP Nieustającej Pomocy w Jaworznie (siedziba dekanatu)
- Parafia Narodzenia Najświętszej Maryi Panny w Jaworznie-Długoszynie,
- Parafia Najświętszej Maryi Panny Anielskiej w Jaworznie-Dąbrowie Narodowej,
- Parafia św. Jana Kantego w Jaworznie-Niedzieliskach
- Parafia św. Brata Alberta Chmielowskiego w Jaworznie-Pieczyskach
- Parafia św. Elżbiety Węgierskiej w Jaworznie-Szczakowej